# Круше
Круше или Круша (на македонска литературна норма: Крушје) е село в североизточния дял на община Велес, Северна Македония.

## География
Круше е разположено по поречието на Отовица западните склонове на Градищанската планина на надморска височина от около 474 метра. Отдалечено е на 13 км от административния център Велес. Землището му е 11,3 км2, от които горите са 762 ха, обработваемите земи 245 ха, а пасищата са 196 ха. Селото има земеделско-лесничейска функция.

## История
През XIX век селото е част от нахията Чаирско Поле (Блатия) в Скопската кааза на Османската империя.
Според обширните османски дефтери за Скопската кааза от 1832/33 година Круше е мюсюлманско село с 28 мюсюлмански домакинства. При това преброяване са записани 58 мъже мюсюлмани с 12 новородени, като по това време селото е имало около 132 жители.
Стефан Веркович отбелязва Круше като село с 616 жители.
След Междусъюзническата война в 1913 година селото попада в Сърбия.
На етническата си карта от 1927 година Леонард Шулце Йена показва Круша (Kruša) като село с неясен етнически състав.
Към 1961 г. в селото живеят 270 души. Според преброяването от 2002 година в селото е останал 1 жител турчин, а според последното преброяване от 2021 година е обезлюдено селище с 0 жители.